# Bert Wilson (Saxophonist)
Bert Wilson (* 15. Oktober 1939 in Evansville, Indiana; † 6. Juni 2013 in Olympia, Washington) war ein US-amerikanischer Jazz-Saxophonist, Komponist, Arrangeur und Bandleader.

## Leben und Wirken
Wilson erhielt ab acht Jahren Unterricht auf dem Klavier und in Musiktheorie; mit 13 Jahren spielte er Klarinette, um mit 18 Jahren zum Tenorsaxophon zu wechseln. In den frühen 1960er Jahren lebte er in Kalifornien, dann ab 1966 für einige Zeit in New York City, wo er sich die Wohnung mit Jim Pepper teilte. Er nahm mit Sonny Simmons und James Zitro auf, bevor er nach Berkeley zog, wo er mit diesen, Smiley Winters und im Now Creative Arts Jazz Ensemble arbeitete; gemeinsam mit Zitro spielte er in The Zytron Aquarian Ensemble auch Fusionjazz. Danach begann er auf seinem Label FMO Aufnahmen unter eigenem Namen mit seinen Bandprojekten Rebirth und Be Bop Revisited zu veröffentlichen, ohne jedoch Allmusic zufolge größere Aufmerksamkeit zu erreichen. Erst sein Album The Next Rebirth (1986), erschienen auf dem Avantgarde-Label Nine Winds, fand mehr Beachtung. Wilson nahm auch mit Perry Robinson, Greta Matassa, Don Lanphere und Art Tantrum auf. Wilson lebte seit 1979 in Olympia (Washington), von wo er auch mit Jack Perciful arbeitete. Er starb 73-jährig Anfang Juni 2013 an den Folgen eines Herzinfarktes.

## Diskographische Hinweise
- Kaleidoscopic Visions (Au Roar Records, 1982) (mit Michael Moore, Michael Olson, Hein van de Geyn, Bob Meyer)
- Live at the Zoo (Nine Winds, 1988)
- Endless Fingers (Arabesque, 1994)
- Dedicated to Friends and Mothers (Pony Boy, 1997)
- Bert Wilson / Jeffrey Morgan: Take No Prisoners (Konnex Records, 2003)

Alben als Sideman
- Sonny Simmons: Music From The Spheres (ESP-Disk, 1966 (?), mit Barbara Donald, Michael Cohen, Juney Booth, James Zitro)
- James Zitro: Zitro (ESP-Disk, 1967, mit Allan Praskin, Warren Gale, Michael Cohen, Bruce Gales)